# Askham Bryan
Askham Bryan är en ort och civil parish i Storbritannien.   Den ligger i kommunen City of York och riksdelen England, i den centrala delen av landet, 280 km norr om huvudstaden London. Askham Bryan ligger 22 meter över havet och antalet invånare är 582.
Terrängen runt Askham Bryan är mycket platt. Runt Askham Bryan är det ganska tätbefolkat, med 120 invånare per kvadratkilometer. Närmaste större samhälle är York, 5,1 km nordost om Askham Bryan. Trakten runt Askham Bryan består till största delen av jordbruksmark.